# Ренуар, Маргерит
Маргерит Ренуар (фр. Marguerite Renoir; урождённая Маргерит Улле, фр. Marguerite Houllé; 22 июля 1906, Париж — 12 июля 1987, Винье-сюр-Сен, департамент Эссон) — французский монтажёр. Наиболее известна своей работой с Жаном Ренуаром, с которым у неё была любовная связь, но в официальный брак они не вступали. После разрыва с режиссёром продолжила кинематографическую деятельность, смонтировала ряд фильмов выдающихся режиссёров (Жак Беккер, Роберто Росселини, Луис Бунюэль, Жан-Люк Годар и др.)

## Биография
Маргерит Улле родилась 22 июля 1906 года в Париже в рабочей семье с левыми взглядами. Так, её отец был активным членом профсоюза, а брат входил во Французскую коммунистическую партию. Начала работать в возрасте пятнадцати лет в компании Pathé в студии в Жуэнвиль-ле-Пон, где занималась цветокорректированием фильмов. В 1927 году, работая над монтажом фильма «Малышка Лили» Альберто Кавальканти, она познакомилась с режиссёром Жаном Ренуаром, сыгравшим небольшую роль в этом фильме, а в 1929 году занималась монтированием его фильма «Блед». После этого она занималась монтажом целого ряда его фильмов, включая такие признанные шедевры, как «Великая иллюзия» и «Правила игры». Отличалась сильным характером, за что в коллективе Ренуара её даже прозвали «Львёнком» (фр. «petit lion»). Придерживалась левых взглядов, поддерживала деятельность Французской коммунистической партии, повлияв в середине 1930-х годов на Ренуара в его сближении с коммунистическими деятелями и творческой интеллигенцией с социалистическими взглядами.
В 1936 году Ренуар дал Маргерит эпизодическую роль в фильме «Загородная прогулка», где она играет слугу и компаньона хозяина гостиницы. В 1939 году, в отсутствие Ренуара, выполнила монтаж фильма «Правила игры». В 1939 году они расстались, Ренуар переехал жить и работать в США и с этого времени до конца жизни проживал с Дидо Фрейре (племянницей Кавальканти). Возможно, что кроме разногласий личного характера их отношения завершились по причине политических вопросов. Дело в том, что в 1939 году, накануне Второй мировой войны, режиссёр принял предложение итальянского фашистского правительства снять фильм в Италии по опере «Тоска» Джакомо Пуччини, который он в конце концов так и не поставил, успев снять только первые пять планов, а фильм был закончен Карлом Кохом.
После разрыва с режиссёром успешно продолжила кинематографическую деятельность и признаётся одной из «лучших французских монтажниц». После окончания Второй мировой войны она смонтировала фильм Ренуара «Загородная прогулка» (1936), первый вариант которого был утерян. Жильберто Перес в своей книге «Материальный призрак» (2000) отмечал, что Ренуару повезло, что многие его фильмы монтировала именно Маргерит:
Увлечённость Ренуара долгими планами и отказ от традиционной режиссёрской раскадровки привлекают внимание кинолюбителей, а то, как его фильмы смонтированы, уходит на второй план. Но это ошибка. Его режиссёрский стиль требовал необычного стиля монтажа, который не был бы возможен без особого мастерства. У Маргариты это мастерство было. Пришло время отдать должное её таланту и её достижениям.
После 1940 года она смонтировала целый ряд фильмов выдающихся режиссёров (Жак Беккер, Жан Гремийон, Роберто Росселини, Роберт Сиодмак, Луис Бунюэль, Жан-Люк Годар и др.) Особенно плодотворно работала с Жаком Беккером, бывшим ассистентом и другом Ренуара, а также с Жаком-Пьером Моки.

## Фильмография
- 1927: Малышка Лили / La P’tite Lili (Альберто Кавальканти)
- 1929: Блед / Le Bled (Жан Ренуар)
- 1930: Маленькая Красная шапочка / Le Petit Chaperon rouge (Альберто Кавальканти)
- 1931: Сука / La Chienne (Жан Ренуар)
- 1932: Ночь на перекрёстке / La Nuit du carrefour (Жан Ренуар)
- 1932: Будю, спасённый из воды / Boudu sauvé des eaux (Жан Ренуар)
- 1933: Шотар и компания / Chotard et Cie (Жан Ренуар)
- 1933: Мадам Бовари / Madame Bovary (Жан Ренуар)
- 1935: Тони / Toni (Жан Ренуар)
- 1936: Загородная прогулка / Partie de campagne (Жан Ренуар)
- 1936: Преступление господина Ланжа / Le Crime de monsieur Lange (Жан Ренуар)
- 1936: Жизнь принадлежит нам / La vie est à nous (Жан Ренуар)
- 1936: На дне / Les Bas-fonds (Жан Ренуар)
- 1937: Великая иллюзия / La Grande Illusion (Жан Ренуар)
- 1937: Белый груз / Cargaison blanche (Роберт Сиодмак)
- 1938: Марсельеза / La Marseillaise (Жан Ренуар)
- 1938: Человек-зверь / La Bête humaine (Жан Ренуар)
- 1940: Золото Кристобаля / L’or du Cristobal (Жак Беккер)
- 1942: Последний козырь / Dernier Atout (Жак Беккер)
- 1943: Гупи — Красные руки / Goupi Mains Rouges (Жак Беккер)
- 1943: Полковник Шабер /  Le Colonel Chabert (Рене Ле Энафф)
- 1944: Приключение на углу улицы / L’aventure est au coin de la rue (Жак-Даниэль Норман)
- 1945: Дамские тряпки / Falbalas (Жак Беккер)
- 1946: Идеальная пара / Le couple idéal (Бернар Ролан и Реймон Руло)
- 1946: Роза моря / La Rose de la mer (Жак де Баронселли)
- 1947: Последнее пристанище / Dernier Refuge (Марк Моретт)
- 1947: Антуан и Антуанетта / Antoine et Antoinette (Жак Беккер)
- 1948: Круиз для неизвестного / Croisière pour l’inconnu (Пьер Монтазаль)
- 1948: Любовь / L’amore (Роберто Росселини)
- 1948: Бои / Bagarres (Анри Калеф)
- 1949: Свидание в июле / Rendez-vous de juillet (Жак Беккер)
- 1949: Проблемные воды / Les Eaux troubles (Анри Калеф)
- 1950: Воздушные авантюристы / Les Aventuriers de l’air (Рене Жает)
- 1951: Эдуар и Каролина / Édouard et Caroline (Жак Беккер)
- 1951: Биби Фрикотен / Bibi Fricotin (Марсель Блистен)
- 1951: Дитя снегов / L’Enfant des neiges (Альбер Гиот)
- 1951: В сердце Казбы / Au cœur de la Casbah (Пьер Кардиналь)
- 1952: Золотая каска / Rendez-vous de juillet (Жак Беккер)
- 1953: Улица Эстрапад / Rue de l’Estrapade (Жак Беккер)
- 1953: Моя Жанетта и мои друзья / Ma Jeannette et mes copains (Робер Менего)
- 1954: Не тронь добычу / Touchez pas au grisbi (Жак Беккер)
- 1954: Любовь женщины / L’Amour d’une femme (Жан Гремийон)
- 1954: Али Баба и 40 разбойников / Ali Baba et les 40 voleurs (Жак Беккер)
- 1956: Это называется зарёй / Ali Baba et les 40 voleurs (Луис Бунюэль)
- 1956: Смерть в этом саду / La Mort en ce jardin (Луис Бунюэль)
- 1957: Салемские колдуньи / Les Sorcières de Salem (Реймон Руло)
- 1958: Монпарнас, 19 / Montparnasse 19 (Жак Беккер)
- 1960: Дыра / Le Trou (Жак Беккер)
- 1962: Снобы! / Snobs ! (Жан-Пьер Моки)
- 1963: Странный прихожанин / Un drôle de paroissien (Жан-Пьер Моки)
- 1964: Большой испуг / La Grande Frousse (Жан-Пьер Моки)
- 1965: Бестиарий любви / Le Bestiaire d’amour (Жеральд Кальдерон)
- 1966: Мужское — женское / Masculin féminin (Жан-Люк Годар)
- 1967: Спутники Маргаритки / Les Compagnons de la marguerite (Жан-Пьер Моки)
- 1968: Большая стирка (!) / La Grande Lessive (!) (Жан-Пьер Моки)
- 1969: Синема-Синема / Cinéma-Cinéma (Жан-Пьер Лажурнад)
- 1970: Конец Пиренеев / La Fin des Pyrénées (Жан-Пьер Лажурнад)
- 1970: Эталон / L'Étalon (Жан-Пьер Моки)
- 1970: Соседи не любят музыку / Les voisins n’aiment pas la musique (Жак Фанстен)
- 1970: Соло / Solo (Жан-Пьер Моки)
- 1971: Лаборатория ужаса / Le Laboratoire de l’angoisse (Патрис Леконт)
- 1972: Тише! / Chut ! (Жан-Пьер Моки)